# سينثيا هارنيت
سينثيا هارنيت (بالإنجليزية: Cynthia Harnett)‏‏ (22 يونيو 1893 في كنزينغتون - 25 أكتوبر 1981 ) كاتِبة، وروائية، وكاتبة للأطفال من المملكة المتحدة.

## روابط خارجية
- سينثيا هارنيت على موقع IMDb (الإنجليزية)